# 布拉干薩的阿德根迪絲
布拉干薩的阿德根迪絲（葡萄牙語：Aldegundes de Bragança，1858年11月10日—1946年4月15日），吉馬拉斯女公爵，被廢黜的葡萄牙國王米格爾一世的第四女。

## 生平
1876年，阿德根迪絲與帕爾馬公爵羅貝托一世的弟弟、巴迪伯爵亨利王子結婚。由於亨利的暴力傾向，阿德根迪絲婚後多次流產，兩人沒有任何子女。
1920年，阿德根迪絲的哥哥米格爾放棄對葡萄牙王位的聲索權，將自己的頭銜傳給年僅12歲的兒子杜阿爾特·努諾。同年阿德根迪絲獲得「吉馬拉斯女公爵」的頭銜，並作為杜阿爾特·努諾的攝政直到1928年。這段期間，阿德根迪絲與同樣流亡國外的前國王曼紐二世達成協議，後者同意杜阿爾特·努諾作為他的繼承人。
1946年，阿德根迪絲於瑞士伯恩去世，享年87歲。